# إيزابيل باومان
إيزابيل باومان هي متزلجة جماعية سويسرية، ولدت في 19 أغسطس 1978.